# 新屋村 (元朗區)

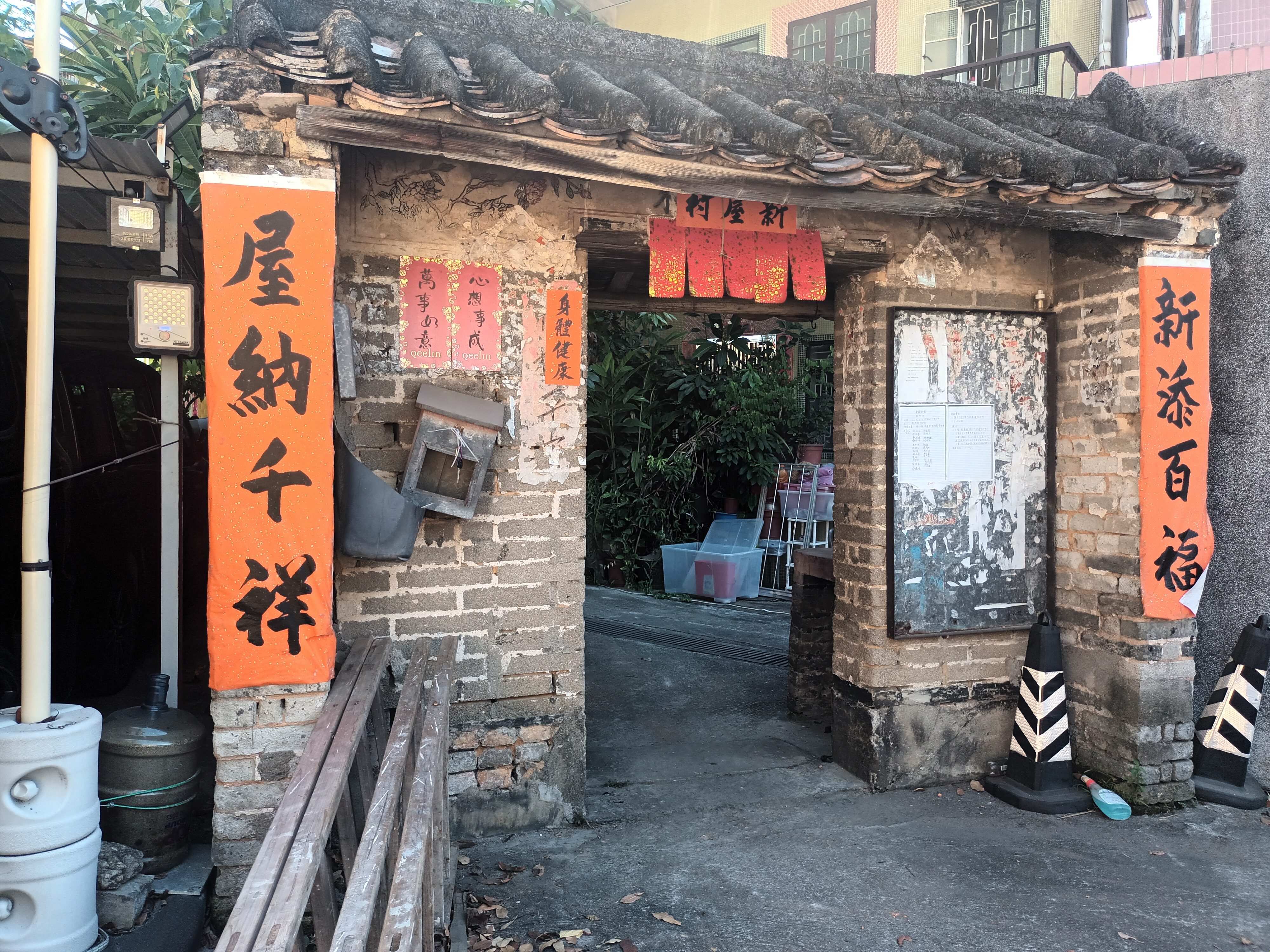
新屋村圍門

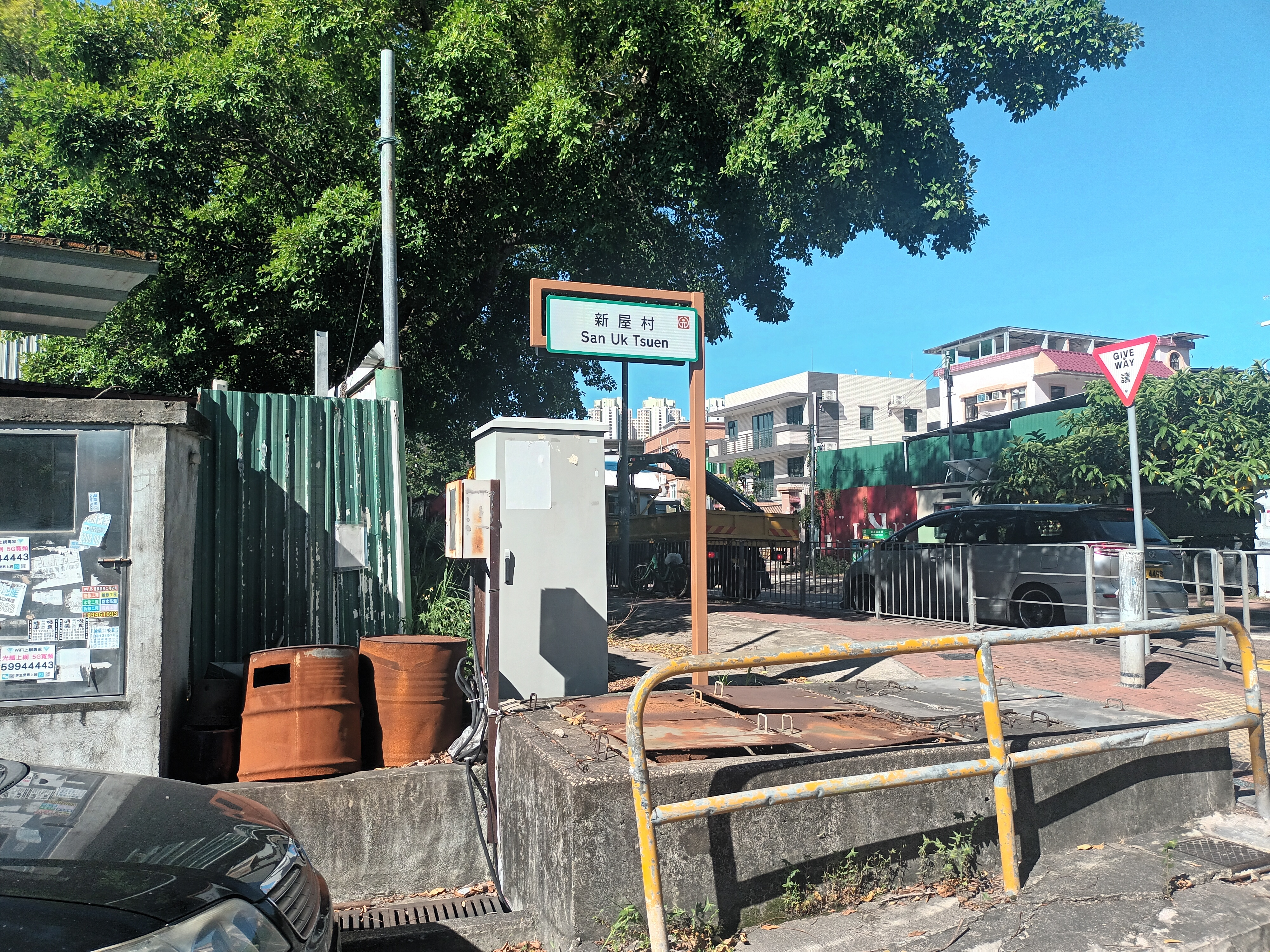
位處新屋村附近的田厦路

新屋村（英語：San Uk Tsuen）是一條位於香港元朗區厦村的鄉村。

## 行政區劃
新屋村是新界小型屋宇政策下其中一條認可鄉村。

## 外部連結
- 居民代表選舉新屋村（廈村）的劃定現有鄉村範圍（2019－2022年） （页面存档备份，存于）
- 關於新屋村的網頁：

22°26′43″N 113°59′31″E / 22.445373°N 113.991962°E